# Anthony Boyle
Anthony Boyle, född 8 juni 1994 i Belfast, är en brittisk skådespelare.
Boyle har bland annat medverkat i TV-serierna The Plot Against America från 2020 och Masters of the Air med planerad premiär 2023. Han har även medverkat i filmerna Tolkien från 2019 och Tetris från 2023.

## Filmografi (i urval)
- 2019: Tolkien
- 2020: The Plot Against America
- 2023: Tetris
- 2023: Masters of the Air
- 2023 – Manhunt (TV-serie)
- 2024 – Shardlake (TV-serie)